# Messeprivileg
Ein Messeprivileg beschreibt in der Wirtschaftsgeschichte das Vorrecht einer Personengruppe, einer Person oder einer Stadt auf Ausrichtung einer Messe oder eines messespezifischen Anliegens.
Messeprivilegien legen im Allgemeinen den Standort einer Messe, Beginn und Ende sowie die Bedingungen der Teilnahme fest. Die Verleihung von Markt- und Messeprivilegien war Vorrecht der Territorialherren.
Die Messeprivilegien der einzelnen Messestädte wurden um einer Vielzahl Privilegien über Abgaben, Gerichtsbarkeit, Münzwesen bis hin zur päpstlichen Befreiung von Fastengeboten ergänzt und abgesichert.
Eine Garantie für den dauerhaften Erfolg der Messen bilden die Privilegien nicht. Erst die konsequente Nutzung von geografischer Lage, wirtschaftlicher und politischer Macht verbunden mit durchsetzungsfähiger Rechtsprechung und Friedenssicherung machte den dauerhaften Erfolg der Frankfurter und Leipziger Messen über Jahrhunderte möglich.

## Geschichte
Prototyp der hochmittelalterlichen Messeprivilegien ist das Privileg Kaiser Friedrichs I. (Barbarossaprivileg) für die Stadt Aachen aus dem Jahr 1166. Das Privileg wurde auf Rat der Kaufleute erlassen also „ex concilio mercatorum“.
Ziel war es, die Entwicklung der bereits bestehenden Märkte und Messen zu fördern. Den Kaufleuten wurde dabei die Aufgabe zuteil darauf zu achten, dass die bereits bestehenden Märkte und Messen nicht durch die hinzukommenden neuen Aachener Messen geschädigt werden.
In der Urkunde werden weiter das Münzrecht, der Friedensschutz, die Befreiung von Abgaben und der Geleitschutz für acht Tage vor und nach der zweiwöchigen Messezeit geregelt.

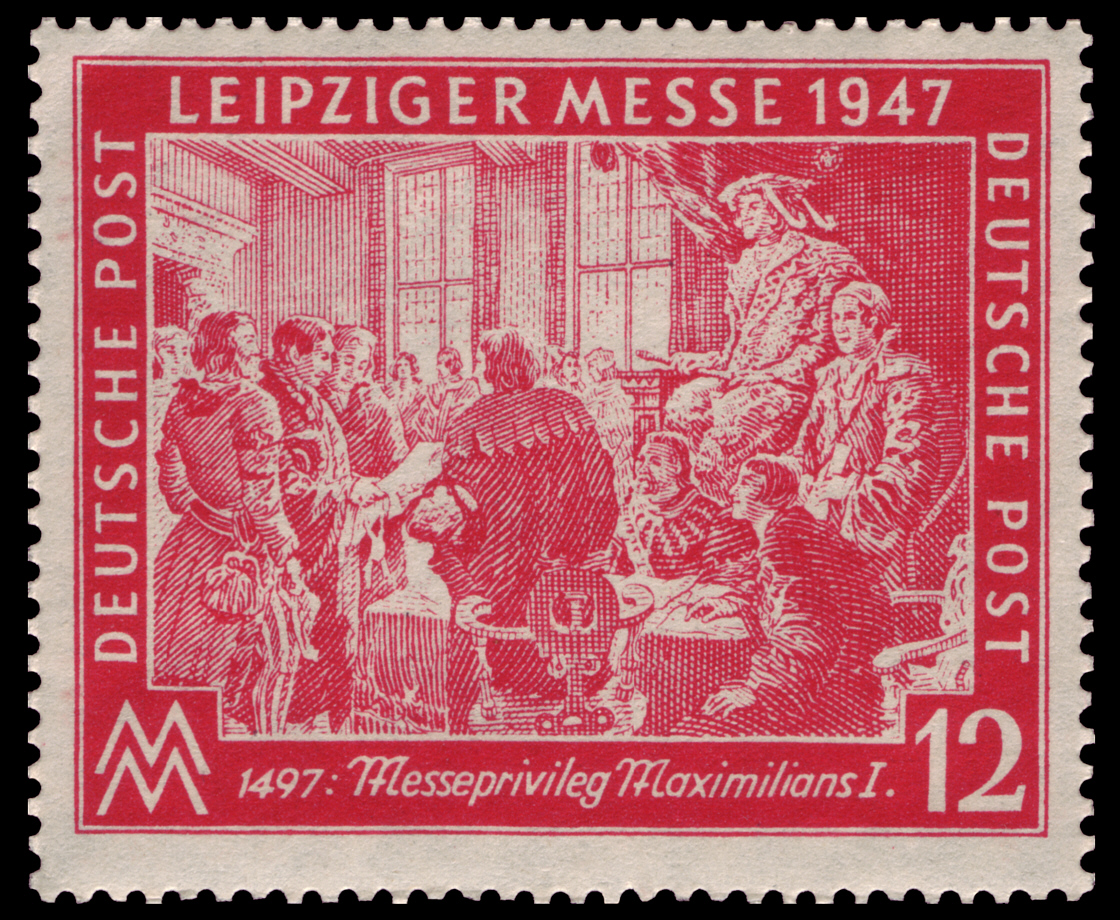
Verleihung des Leipziger Messeprivilegs durch den späteren Kaiser Maximilian. Gedenkmarke 1947

Eine Sonderstellung unter den Messeprivilegien nimmt das von Kaiser Friedrich II. am 11. Juli 1240 für die Messen in Frankfurt am Main erteilte Privileg ein. Der Kaiser gewährt in der Urkunde den zu der Herbstmesse reisenden Kaufleuten das ius conductum, den kaiserlichen Geleitschutz.
Am 25. April 1330 erließ Kaiser Ludwig IV. ein Privileg, das der Reichsstadt Frankfurt erlaubte, zusätzlich zu ihren bestehenden Messen, einen vierzehntägigen Markt im Frühjahr abzuhalten. Dies stellt höchstwahrscheinlich die Gründungsurkunde der Frühjahrsmesse der Messe Frankfurt dar.
Die Messen in Leipzig entwickelten sich unter dem Schutz von landesherrschaftlichen Privilegien der sächsischen Herrscher seit 1156. Königliche Privilegien erhielten die Messen erst 1497 und 1507 von König Maximilian I. Anlässlich des 400-jährigen Jubiläums der Verleihung des ersten kaiserlichen Messeprivilegs fand 1897 in Leipzig die Sächsisch-Thüringische Industrie- und Gewerbeausstellung statt.